# 올빼미집
올빼미집은 네이버 베스트도전만화에서 연재중인 에피소드형 만화이다. 2005년부터 시작했으며 장수 웹툰이라고하는 마음의 소리 보다도 오래했다. 중간에 군대도 다녀왔다.

## 장르
올빼미집의 장르는 생활 개그이며, 사회 비판의 내용도 포함된다.'워니'작가의 '골방환상곡'과 비슷한 유형이다

## 캐릭터
주된 캐릭터는 흰올빼미로 추정되는 올빼미이며, 그의 지인들은 조류로 표현되지만 에피소드에 따라 인간형으로 작화하는 경우도 있다. 에피소드에 따라 분노로 인해 그리핀이나 공룡으로 변신하기도 한다.

## 재미요소
보통의 에피소드형 개그만화의 틀을 그대로 갖고 있으며, 반전으로 재미를 준다. 올빼미집 개그의 대부분을 차지하는 것은 솔로개그이나 그 외에 많은 주제가 있다.

## 작가의 다른 작품
블로그에서 연재하는 젤라틴슬라임과 디스트로이어가 있다.